# HD 36891
HD 36891，又名BD+40 1346，SAO 40481、HR 1884，是一颗恒星，视星等为6.09，位于銀經169.49，銀緯4.41，其B1900.0坐标为赤經5h 29m 53.1s，赤緯+40° 4.41′ 4″。